# Lago Piaozero
El lago Pyaozero (del ruso:  Пяозеро); en finés: Pääjärvi es un gran lago de agua dulce localizado en la república de Carelia, en el noroeste de Rusia. 
Tiene una superficie de 659 km² y tiene Hay muchas islas, con un área total de 186 km². Entre los ríos que desembocan en el lago está el río Oulankajoki (135 km), que nace  en Finlandia, dónde uno de sus tributarios es el río Kitkanjoki (35 km) que se Inicia desde el lago Kitkajärvi (285,81 km²), también en Finlandia. Desde el sur también llegan al lago las aguas del lago Topozero, en la República de Carelia.